# Manu Trigueros
Manuel Trigueros Muñoz, mais conhecido como Manu Trigueros (Talavera de la Reina, 17 de Outubro de 1991) é um futebolista espanhol que atua como meio-campista. Atualmente defende o Granada.

## Carreira

### Real Murcia
Nascido em Talavera de la Reina, na região de Toledo, na Espanha, Trigueros começou sua carreira no Real Murcia, fazendo sua estreia profissional pelo time B e sendo lançado apenas em Junho de 2010 para o time principal, que havia sido na época, rebaixado para a 3ª Divisão Espanhola. Logo após ele foi contratado pelo Villarreal CF., porém ele iria participar naquele momento apenas no time C.

### Villarreal
Trigueros fez a sua estreía pelo Villarreal B no dia 4 de Junho de 2011, jogando 30 minutos na derrota contra o Real Bétis por 2-1 em partida válida pela 2ª Divisão Espanhola. No dia 11 de Fevereiro de 2012, ele marcou seu primeiro gol na derrota por 1-3 contra o CE Sabadell FC, porém Trigueros foi muito importante para toda a temporada do Villarreal B, mesmo com o time sendo rebaixado - o clube acabou na 12ª posição - já que a equipe principal do Villarreal foi rebaixada da 1ª para a 2ª Divisão Espanhola naquele ano.
Em Junho de 2012, Trigueros foi promovido para o time principal do Villarreal. Ele contribuiu com 36 jogos e 3 gols em sua primeira temporada, ajudando o Submarino Amarelo a retornar a La Liga.

### Granada
Após 14 anos no Villarreal, Trigueros assinou com o Granada, por duas temporadas.

## Títulos
Villarreal
- Liga Europa: 2020–21